# Cẩm Mỹ
Cẩm Mỹ là một huyện nằm ở phía nam tỉnh Đồng Nai, Việt Nam.

## Địa lý

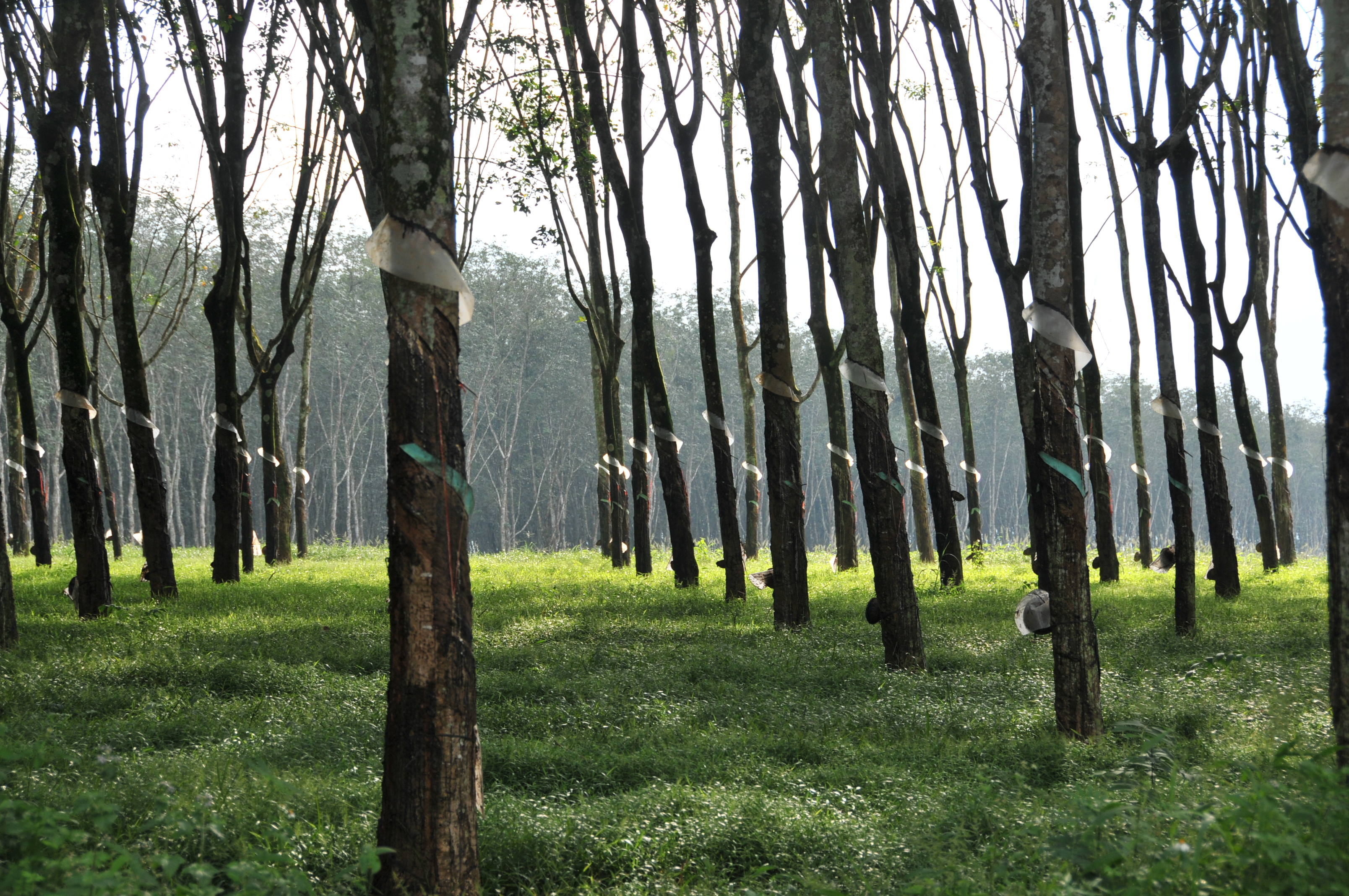
Một khu rừng cao su trên địa bàn huyện

Huyện Cẩm Mỹ nằm ở phía đông nam của tỉnh Đồng Nai, có vị trí địa lý:
- Phía đông giáp huyện Xuân Lộc và huyện Xuyên Mộc, tỉnh Bà Rịa – Vũng Tàu
- Phía tây giáp huyện Long Thành
- Phía nam giáp huyện Châu Đức, tỉnh Bà Rịa – Vũng Tàu
- Phía bắc giáp thành phố Long Khánh và huyện Thống Nhất.

Huyện lỵ của huyện đặt tại thị trấn Long Giao, cách thành phố Long Khánh khoảng 15 km về phía nam.
Huyện có diện tích 467,95 km², chiếm 7,99% diện tích tự nhiên toàn tỉnh. Dân số năm 2015 là 153.912 người, chiếm 6,9% dân số toàn tỉnh. Mật độ dân số 326 người/km².
Quốc lộ 56 là tuyến giao thông chính trên địa bàn huyện, nối thành phố Long Khánh với thành phố Bà Rịa. Đây cũng là địa phường có tuyến Đường cao tốc Phan Thiết – Dầu Giây đi qua.

## Hành chính
Huyện Cẩm Mỹ có 13 đơn vị hành chính cấp xã trực thuộc, bao gồm thị trấn Long Giao (huyện lỵ) và 12 xã: Bảo Bình, Lâm San, Nhân Nghĩa, Sông Nhạn, Sông Ray, Thừa Đức, Xuân Bảo, Xuân Đông, Xuân Đường, Xuân Mỹ, Xuân Quế, Xuân Tây.

## Lịch sử
Trước khi thành lập huyện, Cẩm Mỹ chỉ là tên gọi không chính thức của khu vực xã Xuân Mỹ, huyện Long Khánh. Địa danh này có từ thời Nguyễn, khi đó gọi là thôn Cam Mỹ thuộc tổng An Viễn, tỉnh Biên Hòa.
Ngày 21 tháng 8 năm 2003, Chính phủ ban hành Nghị định số 97/2003/NĐ-CP. Theo đó, thành lập huyện Cẩm Mỹ trên cơ sở 7 xã: Xuân Quế, Sông Nhạn, Xuân Đường, Thừa Đức, Nhân Nghĩa, Long Giao, Xuân Mỹ thuộc huyện Long Khánh vừa giải thể và 6 xã: Xuân Bảo, Bảo Bình, Xuân Đông, Xuân Tây, Sông Ray, Lâm San thuộc huyện Xuân Lộc.
Sau khi thành lập, huyện có 13 xã nói trên. Huyện lỵ của huyện đặt tại xã Long Giao.
Ngày 27 tháng 4 năm 2021, Ủy ban Thường vụ Quốc hội ban hành Nghị quyết số 1261/NQ-UBTVQH14 (nghị quyết có hiệu lực từ ngày 1 tháng 7 năm 2021). Theo đó, chuyển xã Long Giao thành thị trấn Long Giao, thị trấn huyện lỵ của huyện Cẩm Mỹ.
Huyện Cẩm Mỹ có 1 thị trấn và 12 xã như hiện nay.